# Terrorangrebet den 11. september 2001
|  | "9/11" omdirigeres hertil. For artiklen om filmen, se 9/11 (film). |
Terrorangrebet den 11. september 2001 (ofte omtalt som nine-eleven og skrevet 9/11 fordi man på amerikansk har måneden før dagen i datoer), var en række koordinerede terrorangreb mod USA, der blev udført tirsdag den 11. september 2001. Om morgenen den 11. september 2001 kaprede 19 mænd med tilknytning til al-Qaeda fire passagerfly. Terroristerne styrede to af flyene ind i World Trade Centers "tvillingetårne" (Twin Towers) i New York; et fly i hvert tårn. Begge tårne kollapsede efter hhv. 56 og 102 minutter pga. brand forårsaget af sammenstødet med flyene og eksplosionen af flybrændstof. Flykaprerne på det tredje fly styrede flyet ind i Pentagon-bygningen. Passagererne på det fjerde kaprede fly forsøgte at overtage kontrollen over flyet, hvilket førte til at det styrtede ned på en mark i Pennsylvania. Der er stadig spekulationer om det fjerde flys mål, men man formoder, at det har været et sted i den amerikanske hovedstad Washington DC. En tredje bygning i WTC komplekset styrtede lodret ned 8½ timer efter det første fly ramte Nordtårnet; den 40 etager høje bygning 7. Dens konstruktion var svækket af brande, men var ikke ramt af et fly. Ifølge hjernen bag terrorangrebet, Khalid Sheikh Mohammed, skulle det 4. fly have ramt United States Capitol, hovedsædet for USA's Kongres. Ingen af de ombordværende på de fire kaprede fly overlevede.
Antallet af dødsofre for angrebene er sat til 2.973, eksklusiv de 19 flykaprere. Et overvældende flertal af de omkomne var civile, herunder også statsborgere fra over 70 lande. Desuden døde én person af lungesygdom, fem måneder efter terrorangrebet, hvilket blev føjet til det officielle dødstal i 2007.
USA's reaktion førte til iværksættelsen af Krigen mod terrorisme. Selv om ingen - i første omgang - tog ansvar for angrebene slog USA fast, at man ville gå i krig mod terroristerne og dem, der beskyttede dem. Blandt konsekvenser af angrebet var indførelsen af USA PATRIOT Act og Homeland Security Act. Som følge af terrorangrebet styrkede mange af verdens lande deres antiterrorlovgivning. Nogle af de amerikanske børser lukkede resten af ugen efter terrorangrebet, og havde ved genåbningen lidt et enormt tab, især i luftfarts- og forsikringsbranchen. Ødelæggelsen af flere milliard-dyre kontorbygninger forvoldte en alvorlig skade for økonomien i Lower Manhattan.

## Angrebene
Tidligt om morgenen den 11. september 2001 overtog nitten flykaprere kontrollen med fire passagerfly, som henholdsvis var på vej mod San Francisco og Los Angeles fra Boston, Newark og Washington D.C. (Dulles International Airport) Klokken 08:46 fløj American Airlines' flynummer 11 direkte ind i World Trade Centers nordlige tårn, efterfulgt af United Airlines' flynummer 175, der klokken 9:03 ramte det sydlige tårn.
Klokken 9:37 styrede en anden gruppe af flykaprere American Airlines' flynummer 77 ind i Pentagon. Det fjerde fly, United Airlines' flynummer 93, styrtede ned nær Shanksville i Pennsylvania, efter at der opstod en kamp mellem de ombordværende passagerer og flykaprerne. Flyets endelige mål antages at have været enten United States Capitol (mødestedet for den amerikanske kongres) eller Det Hvide Hus.
Under et interview i september 2002, foretaget af Yosri Fouda, erklærede Khalid Sheikh Mohammed og Ramzi Binalshibh, at det fjerde kaprede fly var på vej mod United States Capitol, og altså ikke Det Hvide Hus. De anførte endvidere, at al-Qaeda oprindeligt planlagde at flyve kaprede jetfly ind i atomkraftværker i stedet for World Trade Center og Pentagon, men det blev besluttet ikke at angribe atomkraftværker "for øjeblikket" på grund af frygten for, at de kunne "komme ud af kontrol".
Under kapringen af flyene anvendte kaprerne både våben til at stikke og/eller dræbe piloter, kabinepersonale og passagerer. Rapporter fra telefonopkald fra flyene oplyste, at der blev brugt knive af flykaprerne til at stikke personalet, og i mindst to tilfælde passagerer under kapringerne.
Nogle passagerer var i stand til at foretage telefonopkald ved hjælp af kabinernes airphoneservice og deres egne mobiltelefoner, ved hjælp af dette, videregav de nærmere oplysninger, herunder hvor mange flykaprere, der var om bord på flyene, eller om de havde andre former for skadelige kemiske sprøjtemidler, såsom tåregas eller peberspray, samt at nogle af de ombordværende var blevet stukket ned.
11. september-kommissionen har fastslået, at to af flykaprerne kort forinden havde købt Leatherman multitools. En stewardesse på Flight 11, en passager på Flight 175 og Flight 93 nævnte, at flykaprerne havde medtaget bomber om bord på flyet, mens en anden passager nævnte, at han troede at bomberne var falske. Dog blev der ikke fundet spor af sprængstoffer, og 11. september-kommissionen mente at bomberne formentlig var falske.
Optagelserne fra United Airlines Flight 93s sorte boks viste, at besætningen og passagererne desperat forsøgte at genvinde kontrollen over flyet, efter at de igennem telefonopkald var blevet informeret om kapringen af de andre fly. I henhold til optagelserne fra Flight 93 gav en af flykaprerne ordre til at vippe flyet rundt når det blev klart, at de ville miste kontrollen med flyet til passagererne. Kort tid efter, klokken 10:03:11, styrtede flyet ned på en mark nær Shanksville i Pennsylvania. Angrebets arkitekt, Khalid Sheikh Mohammed, nævnte under et interview i 2002 sammen med Yosri Fouda, at Flight 93s mål var United States Capitol, hvilket fik kodenavnet "the Faculty of Law".
Tre af bygningerne i World Trade Center-komplekset kollapsede fordi deres konstruktion ikke kunne klare varmen fra brandene som følge af angrebet. Det sydlige tårn (2 WTC) styrtede sammen klokken 09:59, efter 56 minutters ildebrand. Det nordlige tårn (1 WTC) styrtede sammen klokken 10:28, efter ca. 102 minutters ildebrand. Da det nordlige tårn kollapsede, faldt der vragrester ned på den nærliggende bygning 7, hvilket satte bygningen i brand. Disse brande fortsatte i timevis og svækkede bygningens bæreevne og førte til bygningens komplette kollaps klokken 17:21.
Angrebene skabte en udbredt forvirring blandt nyhedsbureauer og flyveledere i hele USA. Al international civil lufttrafik blev forbudt landing på amerikansk jord i hele tre dage. Luftfartøjer, der var i luften, skulle enten vende tilbage eller omdirigeres til lufthavne i Canada eller Mexico. Nyhedskilder meddelte om ubekræftede og ofte modstridende rapporter i løbet af dagen. Et af de mest udbredte af disse gik på at en bilbombe var blevet sprængt ved US State Departments hovedkvarter i Washington D.C. Kort tid efter den første meddelelse om angrebet på Pentagon, fortalte nogle nyhedsmedier meget kort, at en brand var brudt ud på National Mall. En anden beretning gik på, at et Delta Air Lines-fly var blevet kapret. Denne rapport viste sig senere at være en fejltagelse; eftersom det kun i ganske få minutter ikke svarede på sine beskeder, men det reagerede på flyvelederne og landede sikkert i Cleveland, Ohio.

### Overblik
Angrebet startede med, at fire passagerfly blev kapret. Med en brændstofkapacitet på 91.000 liter blev hvert fly en flyvende brandbombe.
- Klokken 8:46:40 om morgenen lokal tid (14:46:40 dansk tid) stødte American Airlines' flynummer 11 (Boeing 767) ind i nordsiden af World Trade Centers nordlige tårn.
- Klokken 9:03:11 (15:03:11 dansk tid) stødte United Airlines' flynummer 175 (Boeing 767) ind i det sydlige tårn, hvilket blev sendt direkte i fjernsynet af Tv-selskaberne, der var ankommet for at filme det nordlige tårn.
- American Airlines' flynummer 77 (Boeing 757) styrtede ned i det amerikanske forsvarsministeriums hovedkvarter Pentagon klokken 9:37:46 om morgenen lokal tid (15:37:46 dansk tid).
- Det fjerde kaprede fly, United Airlines' fly nummer 93 (Boeing 757), styrtede ned på en mark i det sydvestlige Pennsylvania klokken 10:03:11 (16:03:11 dansk tid), og vragdele blev fundet op til 5 kilometer væk. Dets endemål havde været Capitol Hill og Kongressen.[32] Flystyrtet i Pennsylvania var resultatet af, at passagerer forsøgte at fravriste kaprerne kontrollen over flyet.

### Ofrene
Det totale antal døde lød på 2.995, herunder de 19 flykaprere og 2.976 ofre. Ofrene blev fordelt som følger: 246 på de fire fly (hvorfra der ikke var nogen overlevende), 2.605 i New York i World Trade Center samt på jorden, og 125 i Pentagon. Alle dødsfaldene var civile, undtagen 55 militærfolk, som blev dræbt i Pentagon.
Det var folk fra over 90 lande, der mistede livet under angrebene på World Trade Center. I 2007 tilføjede man Felicia Dunn-Jones til det officielle dødstal. Hun døde fem måneder efter terrorangrebet efter at have døjet med dårlige lunger. Leon Heyward, der døde af lymfom i 2008, blev tilføjet til de officielle dødstal i 2009.
National Institute of Standards and Technology har anslået, at omkring 17.400 civile var til stede i World Trade Center-komplekset da det blev angrebet, mens man fra Port Authoritys side skyder på, at 14.154 mennesker befandt sig i World Trade Center klokken 8:45. Langt størstedelen af de mennesker, som befandt sig under anslagsområdet, blev sikkert evakueret fra bygningerne, sammen med 18 mennesker, der befandt sig på anslagsområdet i det sydlige tårn og en række mindre anslagsområder. Mindst 1.366 mennesker af de, der befandt sig i det nordlige tårn, døde, og mindst 618 døde i det sydlige tårn, hvor evakueringen ellers var begyndt før bygningen blev ramt. Det var således over 90% af medarbejderne og de besøgende, der døde i tårnene, som befandt sig under eller på selve anslagsområdet.
Ifølge Den officielle 9/11-rapport, blev flere hundrede dræbt øjeblikkeligt, mens resten blev fanget og døde efter at tårnene kollapsede. Mindst 200 personer sprang i døden fra de brændende tårne (som bl.a. er vist i fotografiet "The Falling Man"), og landede på gaderne og hustage samt tilstødende bygninger hundredvis af meter nede. Nogle af de tilstedeværende i hvert tårn over anslagspunktet forsøgte at gå op på taget, i håb om at blive reddet af helikoptere, dog var tagets adgangsdøre låst. Grundet den intense varme og den tykke røg ville det også have været umuligt at udføre redningsarbejdet fra luften.
I alt 411 reddere døde, da de forsøgte at redde folk ud fra bygningen og bekæmpe brandene. New York City Fire Department (FDNY) mistede 341 brandfolk, samt to paramedicinere. New York City Police Department mistede 23 politifolk. Port Authority Police Department mistede 37 politifolk, og yderligere otte ambulancereddere og paramedicinere fra private præhospitalsenheder blev dræbt.
Cantor Fitzgerald LP, en investeringsbank mellem etage 101. og 105. i World Trade Centers tårn 1, mistede 658 medarbejdere, hvilket er betydeligt mere end nogen anden arbejdsplads i tårnene. Marsh Inc., som lå umiddelbart under Cantor Fitzgerald mellem etage 93. til 101. (placeringen for hvor Flight 11 ramte), mistede 355 medarbejdere, og yderligere 175 ansatte i Aon Corporation døde. Selvom New York og New Jersey var de hårdest ramte stater, har byen Hoboken fastholdt at have det største antal dødsofre.
I ugerne efter angrebet lå det anslåede dødstal på over 6.000 personer. Byen var kun i stand til at identificere omkring 1.600 af ofrene i World Trade Center. Det retsmedicinske undersøgelseskontor indsamlede omkring 10.000 uidentificerede knogle- og vævsfragmenter, der ikke passer sammen med listen over de døde. Knoglerester blev der stadig fundet flere af i 2006, da arbejdere var klar til at nedrive den beskadigede Deutsche Bank Building, hvilket tog sin afslutning i 2007. Den 2. april 2010 påbegyndte en gruppe af antropologer og arkæologiske eksperter at lede efter flere menneskerester og personlige ejendele på Staten Island. Den 7. april og 12. april meddelte man, at mellem 10 og 20 kropsdele var fundet på stedet. Søgningen afsluttedes juli 2010.

### Beskadigede bygninger
Sammen med de 110-etagers høje tvillingetårne i World Trade Center-komplekset blev mange andre bygninger på Ground Zero ødelagt eller i det mindste meget alvorligt beskadiget, herunder kan nævnes bygningerne World Trade Center nr. 7, 6, 5, 4, Marriott World Trade Center, World Financial Center-komplekset og St. Nicholas Greek Orthodox Church. Tvillingetårnenes kollaps er de eneste eksempler på et progressivt kollaps af stål-indrammede strukturer i historien.
Deutsche Bank Building blev senere dømt til at blive revet ned, grundet ubeboelige samt giftige forhold inde i kontorbygningen. Bygningen blev nedrevet i 2007. Borough of Manhattan Community College's Fiterman Hall på 30 West Broadway er ligeledes dømt til nedrivning på grund af omfattende skader fra angrebene.
Andre nærliggende bygninger, herunder 90 West Street og Verizon Building, har lidt større skade, men er siden blevet restaureret. World Financial Center-bygninger, One Liberty Plaza, Millenium Hilton, og 90 Church Street havde moderate skader. De er siden blevet restaureret. Kommunikationsudstyret på toppen af nordtårnet, herunder radio, tv og tovejsradio, blev ligeledes ødelagt, men mediestationerne var hurtigt i stand til at omdirigere signaler og genoptage sine udsendelser. I Arlington County styrtede en del af Pentagon sammen ved den brand, der opstod efter at Flight 77 havde ramt bygningen.

### Redningsarbejdet
Fire Department of New York City (FDNY) indsatte hurtigt 200 indsatshold (halvdelen af afdelingen) til at arbejde på Ground Zero. New York City Police Department (NYPD), sendte folk fra Emergency Service (ESE) og andre politifolk af sted.
Da situationen forværredes havde nogle af NYPD luftfartsenhederne viderebragt information til politichefen, som udstedte ordrer om at evakuere de to tårne. De fleste politifolk var i stand til sikkert at kunne evakuere folk, før bygningerne kollapsede. Men med separate kommandostillinger oprettet og uforenelig radiokommunikation blev advarslerne desværre ikke videregivet til brandcheferne.
Efter det første tårn kollapsede stillede brandchefer spørgsmålet, om man skulle udstede evakueringsadvarsler, men på grund af de tekniske problemer med dårligt fungerende radiosystemer nåede mange brandmænd aldrig at høre om evakueringen. 9-1-1 afsendte også informationer fra opkald, der ikke var gået igennem til luftkaptajnerne. Få timer efter angrebet blev en væsentlig eftersøgnings- og redningsaktion iværksat. Ground Zero blev ikke ryddet op, før efter udgangen af maj 2002.

## Bagmændene og deres baggrund
Få timer efter angrebene var FBI allerede i stand til at udpege navne, og i mange tilfælde finde de personlige oplysninger, om de formodede piloter og flykaprere. Mohamed Atta fra Egypten var den taktiske leder af plottet, samt flykaprer på Flight 11. Atta døde under angrebet, sammen med de andre flykaprere om bord på hans fly. Hans efterladte bagage indeholdt papirer, der afslørede identiteten af alle de 19 flykaprere og andre vigtige fingerpeg om deres planer, motiver og baggrunde. På dagen for angrebene, opfangede National Security Agency kommunikation, der pegede på Osama bin Laden, hvilket var i lighed med oplysninger fra den tyske efterretningstjeneste.
Den 27. september 2001 offentliggjorde FBI fotos af de 19 flykaprere, sammen med oplysninger om de mulige nationaliteter og aliaser. Flykaprerne bestod af femten saudiarabere, to emiratarabere, en egypter og en libaneser.
Ifølge Jerrold Post, en professor i psykologi ved George Washington University og tidligere CIA-officer, var flykaprerne mennesker som var veluddannede, modne voksne, og hvis trosopfattelser var fuldt dannet.
FBI's efterforskning af angrebene, med kodenavnet operation PENTTBOM, var den største og mest komplekse undersøgelse i FBI's historie, der involverede over 7.000 specialagenter. USA's regering har fastslået, at al-Qaeda, der ledes af Osama bin Laden, alene bar ansvaret for angrebene. FBI har udgivet følgende forklaring: "beviset, der forbinder al-Qaeda og bin Laden til angrebene den 11. september er klart og uigendriveligt". Storbritanniens regering nåede frem til samme konklusion om al-Qaeda og Osama bin Ladens skyld i terrorangrebene den 11. september.
Forfatteren Laurie Mylroie, der skriver i det konservative politiske magasin The American Spectator, meddelte i 2006, at Khalid Sheikh Mohammed og hans familie er de primære hovedpersoner bag 9/11 og lignende angreb, samt at Khalid Sheikh Mohammeds samarbejde med Osama bin Laden er sekundær, og at al-Qaedas påstande om ansvaret for angrebet er opportunistiske. Med det modsatte synspunkt er den tidligere CIA-officer Robert Baer. Han hævder, at George W. Bush-administrationens offentliggørelse af Khalid Sheikh Mohammeds påstande om ansvaret for 9/11 og talrige andre retsakter var et løgnagtigt forsøg på at hævde, at alle væsentlige aktører til 9/11 var blevet fanget.

### Al-Qaeda
Oprindelsen af al-Qaeda kan spores tilbage til 1979, da Sovjetunionen invaderede Afghanistan. Kort efter invasionen rejste Osama bin Laden til Afghanistan, hvor han hjalp med at organisere Mujahid og etablerede organisationen, Maktab al-Khidamat (MAK), til at modstå Sovjetunionen. Under krigen mod Sovjetunionen modtog bin Laden og hans krigere amerikansk og saudiarabisk finansiering. Amerikanske og de fleste saudiske midler blev uddelt gennem ISI, Pakistans efterretningstjeneste. I 1989, da Sovjetunionen trak sig tilbage, blev MAK omdannet til en "hurtig udrykningsstyrke" i jihad mod regeringer i hele den muslimske verden. Under vejledning af Ayman al-Zawahiri, blev Osama bin Laden mere radikal. I 1996 udsendte bin Laden sin første fatwa, der opfordrede de amerikanske soldater til at forlade Saudi-Arabien.
I en anden fatwa, udstedt i 1998, skitserede bin Laden sine indvendinger mod den amerikanske udenrigspolitik over for Israel samt den fortsatte tilstedeværelse af de amerikanske tropper i Saudi-Arabien efter Golfkrigen. Bin Laden brugte islamiske tekster til at fremmane en voldelig indsats mod det amerikanske militær og civile amerikanere, indtil de anførte klagepunkter blev vendt. Teksten lød på følgende: "Ulema er igennem islamisk historie blevet enstemmigt enige om, at jihad er en individuel told, hvis fjenden ødelægger de muslimske lande".

### Planlægningen af angrebene
Idéen til den 11. september kom fra Khalid Sheikh Mohammed, der først præsenterede idéen for Osama bin Laden i 1996. På det tidspunkt var bin Laden og al-Qaeda i en overgangsperiode, hvor de netop var flyttet tilbage til Afghanistan fra Sudan. Bombeangrebene mod de amerikanske ambassader i 1998 og bin Ladens fatwa fra 1998 markerede et vendepunkt med bin Ladens erklærede hensigt om at angribe USA. I december 1998 indberettede direktøren for Central Intelligence om, at al-Qaeda var klar til forberedelsen af angreb i USA, herunder uddannelse af personer til at kapre fly.
I slutningen af 1998 eller i begyndelsen af 1999 gav bin Laden Mohammed godkendelse til at gå videre med tilrettelæggelsen af angrebene. En række møder fandt sted i foråret 1999 med deltagelse af blandt andet Khalid Sheikh Mohammed, Osama bin Laden og hans stedfortræder Mohammed Atef. Mohammed ydede en operativ støtte til angrebene, herunder med hjælp til udvælgelsen af målet, samt at arrangere rejser for flykaprerne. Bin Laden afviste dog nogle potentielle mål, såsom US Bank Tower i Los Angeles, hvilket han begrundede med, at der ikke var tid nok til at forberede en sådan operation.
Bin Laden fortsatte sit lederskab for angrebet sammen med en finansiel støtte, og selv var han involveret i udvælgelsen af deltagerne ved terrorangrebet. Bin Laden havde oprindeligt udvalgt Nawaf al-Hazmi og Khalid al-Mihdhar, begge erfarne jihadister, der kæmpede i Bosnien. Hazmi og Mihdhar ankom til USA i midten af januar 2000 efter en rejse til Malaysia for at deltage i et topmøde med al-Qaeda. I foråret 2000 tog Hazmi og Mihdhar flyvetimer i San Diego, Californien. At de begge kun kunne tale en smule engelsk gavnede dog ikke deres flyvetræning.
I slutningen af 1999 ankom en gruppe flykaprere, som bin Laden havde udvalgt til at deltage i terrorangrebet, fra Hamborg i Tyskland til Afghanistan, heriblandt Mohamed Atta, Marwan al-Shehhi, Ziad Jarrah og Ramzi Binalshibh. Bin Laden havde udvalgt disse mænd, eftersom de var uddannede og kunne tale engelsk. Nye rekrutter blev rutinemæssigt screenet for særlige kompetencer, hvilket fik al-Qaeda-lederne til også at udvælge Hani Hanjour, der i forvejen havde trafikpilotcertifikat, til plottet.
Hanjour ankom til San Diego den 8. december 2000, hvor han sluttede sig sammen med Nawaf al-Hazmi. Kort tid efter tog de til Arizona, hvor Hanjour tog genopfriskningskurser. Marwan al-Shehhi ankom i slutningen af maj 2000, mens Atta ankom den 3. juni 2000 og Jarrah ankom den 27. juni 2000. Binalshibh anmodede flere gange om et visum til USA, men blev som yemenitisk statsborger afvist af bekymring for, at han ville overskride sit visum og forblive i USA som en illegal indvandrer. Binalshibh forblev derfor i Hamborg, hvor han hjalp Atta og Khalid Sheikh Mohammed med koordineringen. De tre medlemmer af Hamburger Terrorzelle fik alle flyvetimer i det sydlige Florida.
I foråret 2001 begyndte flykaprerne at ankomme til USA. I juli 2001 mødtes Atta med Binalshibh i Spanien, hvor de koordinerede oplysninger om plottet, herunder de endelige måludvælgelser. Binalshibh gik også med på bin Ladens ønske om et angreb, der skulle gennemføres så hurtigt som muligt.

### Osama bin Laden
Osama bin Laden havde erklæret hellig krig mod USA. En fatwa (religiøst motiveret erklæring) som bin Laden havde underskrevet, opfordrede til drab på amerikanske civile i 1998, og det betragtes derfor af efterforskere som bevis for hans hensigt om at begå sådanne handlinger.
Bin Laden havde oprindeligt nægtet nogen form for indblanding i terrorangrebet, men senere indrømmede han at have andel i terrorangrebet.
Den 16. september 2001 benægtede Osama bin Laden enhver involvering i angrebene med oplæsningen af en meddelelse på Qatars Al-Jazeera satellit-tv-kanal: "Jeg understreger, at jeg ikke deltog i udførelsen af denne aktion, som lader til at være udført af individer med egne motiver." Denne benægtelse blev offentliggjort på nyhedsstationer i hele verden. Dette var i stærk kontrast til en tidligere fatwa, underskrevet af bin Laden og andre, som refererede til drab på amerikanske statsborgere tilbage i 1998. I november 2001 fandt amerikanske styrker et videobånd fra et ødelagt hus i Jalalabad, Afghanistan, hvori en mand, som angiveligt er Osama bin Laden, taler med Khaled al-Harbi. På båndet indrømmer bin Laden at have planlagt angrebene. Båndet blev vist på forskellige tv-stationer den 13. december 2001. Den detaljerede tidsplan for bin Laden, der uden forudgående viden blev afsløret i et interview i september 2002 sammen med Khalid Sheikh Mohammed og Ramzi Binalshibh: Beslutningen om at lancere en "martyr-operation indenfor Amerika" blev lavet af al-Qaedas militære komité i begyndelsen af 1999; efter at Atta udvalgte datoen (9/11/01) for angrebene, meddelte Binalshibh den 29. august 2001, at bin Laden var blevet informeret om dette den 6. september 2001.
Den 27. december 2001 blev en anden bin Laden-video frigivet. I videoen siger bin Laden bl.a.: "Terror mod Amerika fortjener at blive rost, fordi det er en reaktion på uretfærdighed, der tager sigte på at tvinge USA til at stoppe sin støtte til Israel, som dræber vort folk".
Kort før det amerikanske præsidentvalg i 2004 bekræftede bin Laden offentligt al-Qaeda's involvering i angrebene på USA og han indrømmede sin direkte forbindelse til angrebene. Han sagde, at angrebene blev udført fordi "vi er frie mennesker, som ikke accepterer lovløshed, og vi vil genetablere friheden i vort land." Landet, bin Laden hentyder til, er formentlig Afghanistan. Osama bin Laden fortæller desuden, at han personligt havde beordret sine tilhængere til at angribe World Trade Center, "vi havde aftalt med Mohammad Atta, Allah forbarm dig over ham, at alle operationer skulle udføres inden for 20 minutter, før Bush og hans administration kunne nå at reagere." En anden video, der blev fremstillet af Al Jazeera i september 2006, viser Osama bin Laden sammen med Ramzi Binalshibh samt to flykaprere, Hamza al-Ghamdi og Wail al-Shehri, mens de forbereder sig til terrorangrebet.

### Khalid Sheikh Mohammed
Journalisten Yosri Fouda fra den arabiske tv-kanal Al Jazeera rapporterede, at i april 2002 indrømmede Khalid Sheikh Mohammed sit engagement i terrorangrebet, sammen med Ramzi Binalshibh. Den officielle 9/11-rapport har fastslået, at Khalid Sheikh Mohammeds fjendskab med USA skyldtes hans markante uenighed med den amerikanske udenrigspolitik, der favoriserer Israel".
Khalid Sheikh Mohammed var også rådgiver og finansmand bag bombeangrebet mod World Trade Center i 1993. Han er desuden onkel til Ramzi Yousef, som medvirkede til bombeangrebet.
Khalid Sheikh Mohammed blev anholdt den 1. marts 2003 i Rawalpindi i Pakistan af pakistanske sikkerhedsfolk, der arbejder sammen med CIA. Han blev øjeblikkeligt tilbageholdt i Guantanamo-lejren. Under USA's retsmøder i marts 2007 tilstod Sheikh Mohammed igen sit ansvar for angrebene: "Jeg var ansvarlig for 9/11, fra A til Z". Mohammed aflagde tilståelse efter at være blevet tortureret med waterboarding. I november 2009 meddelte den amerikanske justitsminister Eric Holder, at Mohammed og de fire anklagede medsammensvorne vil blive flyttet fra Guantanamo-lejren, for at blive stillet for en civil domstol nær Ground Zero i New York. Ingen retssagsdato blev givet. Holder udtrykte sin tillid til, at de sagsøgte ville få en retfærdig rettergang, som var "åbent for offentligheden og er åben for verden".

### Andre Al-Qaeda-medlemmer
Fem personer er indtil videre blevet identificeret som havende kendskab til detaljerne omkring angrebet. Personerne er Osama bin Laden, Khalid Sheikh Mohammed, Ramzi Binalshibh, Abu Turab al-Urduni og Mohammed Atef. Til dato er kun få dømt for deltagelse i angrebene. bin Laden er endnu ikke blevet formelt anklaget.
Den 26. september 2005 idømte den spanske højesteret Abu Dahdah til 27 års fængsel for deltagelsen i 9/11 samt for at være medlem af terrororganisationen al-Qaeda. Samtidig blev 17 andre al-Qaeda medlemmer dømt til en straf, der lød på mellem seks og elleve års fængsel. Den 16. februar 2006 reducerede den spanske højesteret Abu Dahdahs straf til 12 år fordi man mente, at hans deltagelse i angrebet ikke var fuldstændig bevist.

## Efterfølgende

### Øjeblikkelige reaktioner
Terrorangrebene den 11. september 2001 havde øjeblikkelige og overvældende effekter på den amerikanske befolkning. Mange politifolk og reddere rundt omkring i landet tog orlov for at rejse til New York for at hjælpe med oprydningen efter angrebet. Bloddonationer på tværs af hele USA blev mere populære i ugerne efter terrorangrebet.
For første gang i historien blev SCATANA forpligtet til, at alle fly i USA og flere andre lande, herunder Canada, skulle blive på jorden i flere dage, hvilket førte til problemer for over titusinder af rejsende i hele verden. Alle internationale flyveruter blev midlertidigt udelukket fra det amerikanske luftrum. Canada fik omdirigeret 226 fly og lancerede Operation Yellow Ribbon til at håndtere det store antal fly og strandede passagerer.

### Militære operationer efter terrorangrebene
Klokken 14:40 lokal tid den 11. september udsendte USA's forsvarsminister Donald Rumsfeld hurtige ordrer om at finde beviser for Iraks involvering.
NATO's Råd erklærede, at angrebene på USA blev anset for at være et angreb mod NATO-lande. Efter et officielt besøg i USA af den australske premierminister John Howard på tidspunktet for angrebene påberåbte han en artikel i IV ANZUS traktat. I kølvandet på angrebene meddelte Bush-administrationen, at der erklæredes krig mod terrorisme med det mål at retsforfølge Osama bin Laden og al-Qaeda samt forhindre fremkomsten af andre terrornetværk. Disse mål skulle opnås ved økonomiske og militære sanktioner mod stater, som blev opfattet som husly til terrorister samt øget global overvågning og udveksling af efterretninger.
Den næststørste operation i den amerikanske globale krig mod terrorisme uden for USA, og den største direkte forbundet med terrorisme, blev den amerikansk-ledede koalitions omstyrtning af Taleban-styret i Afghanistan. USA var ikke den eneste nation der øgede sit militære beredskab. Bemærkelsesværdige eksempler er Filippinerne og Indonesien, lande, der begge har deres egne interne konflikter med den islamiske terrorisme.

### Indenlandsk reaktion
USA's regering, ledet af George W. Bush, fastslog (delvist baseret på hemmeligstemplet information), at al-Qaeda og Osama bin Laden bar ansvaret for angrebene. Osama bin Laden afviste til at begynde med, men skiftede senere over til at bekræfte sin involvering i angrebene. Han havde tidligere erklæret sig for at være i religiøs krig mod USA, og dette bliver officielt anset for at være motivet bag angrebene.
Den 20. september 2001 talte den amerikanske præsident til nationen, ved en fælles samling i Kongressen, om begivenhederne, der hændte den 11. september, de mellemliggende ni dage af rednings-og genopbygningsarbejdet og hans hensigter som reaktion på disse begivenheder. New Yorks borgmester, Rudy Giuliani gav Bush stor ros både nationalt og i New York.
Mange relief-midler blev straks afsat til at mindes de mange ofre for angrebene samt til at have den opgave at skulle yde en finansiel bistand til de overlevende fra angrebene og familierne til ofrene. Ved fristens udløb for ofrenes erstatning, den 11. september 2003, havde man modtaget 2.833 ansøgninger fra de pårørende til de, der blev dræbt.
Beredskabsplaner for kontinuiteten i regeringens evakuering af lederne blev også gennemført næsten umiddelbart efter angrebene. Kongressen vidste imidlertid ikke, at USA var under en kontinuitet indtil februar 2002.
I USA vedtog Kongressen efter underskrift af præsident Bush 'Homeland Security Act of 2002' til at skabe 'Department of Homeland Security', der repræsenterer den største omstrukturering af den amerikanske regering i moderne tid.[kilde mangler]
Borgerrettighedsgrupper har kritiseret PATRIOT Act for at sige, at det giver myndighederne mulighed for indblanding i privatlivets fred og for at eliminere retsligt tilsyn med de retshåndhævende samt for national indsamling af oplysninger om borgerne.
Man regner med, at terroristerne brugte et sted mellem $400.000 og $500.000 til at planlægge og udføre deres angreb og at disse penge kom fra al-Qaeda, organiseret gennem Khalid Sheikh Mohammed.
En lille del af al-Qaeda's totale udgifter, der sandsynligvis er $30 millioner om året, blev finansieret af Osama bin Laden's personlige formue.
En stor del af finansieringen synes dog at være kommet som donationer fra Golflandene, og donorene har måske ikke været vidende om donationernes endelige mål.
Ifølge CIA har også arabiske/islamiske hjælpeorganisationer, med for ringe regnskabskontrol, været udnyttet, f.eks. den saudiarabiske al Haramain Islamiske Fond, ligesom organisationen al Wafa har kanaliseret penge til al-Qaeda, måske med viden om onde hensigter, da al-Qaeda kontrollerede organisationen.

## Racerelateret kriminalitet
I dagene efter terrorangrebet opstod der talrige typer af chikane og racerelateret kriminalitet, også kaldet hadforbrydelser, mod folk fra Mellemøsten. Sikhere var også mål for chikaner, fordi de mandlige sikher ofte bærer turban, hvilket tit blev forbundet med muslimer. Der var yderligere rapporter om verbal chikane, herunder med angreb på moskeer og andre religiøse bygninger, herunder brandbomber mod et hinduistisk tempel. Endvidere overfald på mennesker samt et mord: Balbir Singh Sodhi blev dræbt den 15. september 2001. Han var, som mange andre, en Sikh, der blev taget for at være muslim.
Ifølge en undersøgelse, foretaget af Ball State University, formodedes personer med mellemøstlig afstamning at være mere efterstræbte som ofre for hadforbrydelser, hvis de tillige var tilhængere af islam. Undersøgelsen afslørede også en tilsvarende stigning i hadforbrydelser mod mennesker, der har været opfattet som islamister, samt arabere og personer med mellemøstlig oprindelse.

### Den muslimsk-amerikanske reaktion
Topmuslimske organisationer i USA var hurtige til at fordømme angrebene den 11. september og opfordre muslimsk-amerikanere til at anvende deres evner og ressourcer til at bidrage til afhjælpning af lidelserne hos de berørte mennesker og deres familier. Blandt toporganisationer kan nævnes: Islamic Society of North America, American Muslim Alliance, American Muslim Council, Council on American-Islamic Relations, Islamic Circle of North America, og Shari'a Scholars Association of North America. Sammen med massive monetære donationer blev der lanceret mange islamiske organisationer, som gav lægehjælp, mad og husly til ofrene.

### Internationale reaktioner
Angrebene blev direkte transmitteret over hele verden. Over hele kloden blev der tilbudt pro-amerikansk støtte og solidaritet. Ledere i de fleste mellemøstlige lande, også Afghanistan, fordømte angrebene. Irak var en bemærkelsesværdig undtagelse, med en øjeblikkelig officiel erklæring om, at "de amerikanske cowboys høster frugten af deres forbrydelser mod menneskeheden".
Titusindvis af mennesker forsøgte at flygte fra Afghanistan efter angrebene, fordi man frygtede en reaktion fra USA. Pakistan, der allerede var hjemsted for mange afghanske flygtninge fra tidligere afghanske konflikter, lukkede grænsen til Afghanistan den 17. september. Cirka en måned efter angrebene anførte USA en bred koalition af internationale styrker i forsøget på at tilintetgøre Taliban-styrets husly for al-Qaeda. De pakistanske myndigheder ændrede modvilligt holdning  for at tilslutte sig USA's krig mod Taleban og al-Qaeda. Pakistan gav USA en række militære lufthavne og baser til deres angreb på Taliban-regimet og anholdt over 600 formodede al-Qaeda medlemmer, som blev overdraget til USA.
En lang række lande, herunder Canada, Kina, Storbritannien, Frankrig, Rusland, Tyskland, Indien og Pakistan, indførte en anti-terror lovgivning og lukkede en række bankkonti tilhørende enkeltpersoner, der var mistænkt for at have forbindelse til al-Qaeda. Retshåndhævende myndigheder og efterretningstjenester i en række lande, herunder Italien, Malaysia, Indonesien og Filippinerne, anholdt personer, som de mistænkte for at stå bag terror.
I USA gav dette anledning til en vis kritik fra menneskerettighedsorganisationer o.l., så som Bill of Rights Defense Committee, der hævdede, at de traditionelle begrænsninger for føderal overvågning (f.eks. COINTELPRO's overvågning af offentlige møder) var blevet "demonteret" af USA PATRIOT Act. Organisationer såsom American Civil Liberties Union og Liberty fremførte, at visse borgerlige rettigheder og beskyttelse ville blive omgået.
USA oprettede Guantánamo-lejren på Cuba for at holde styr på personer, som de definererede som "ulovlige fjendtlige kombattanter". Legitimiteten af disse tilbageholdelser er blevet drøftet af bl.a. Europa-Parlamentet, Organisationen af Amerikanske Stater og Amnesty International.
De internationale begivenheder og reaktioner umiddelbart efter angrebene havde betydning for effekten af verdenskonferencen mod racisme i 2001, som endte i uenighed og internationale beskyldninger, blot tre dage før angrebet.

## Konspirationsteorier
Selvom langt de fleste har en fælles opfattelse af hændelserne den 11. september 2001 er der fremkommet mange konspirationsteorier. De kredser normalt omkring den påstand, at den amerikanske regering enten kendte til, eller selv direkte stod bag, angrebene. En del hæfter sig i den forbindelse ved forløbet og omfanget af World Trade Centers sammenstyrtning. Fælles for mange af teorierne gælder imidlertid, at de strider mod fysikkens love, tekniske fakta og/eller almindelig logik og generelt ikke anerkendes af den almindelige fagkundskab.[kilde mangler]
Mange af teorierne tager udgangspunkt i, at den amerikanske regering enten kendte til, eller direkte stod bag, angrebene. Formålet skulle være at skabe en slags afgørende hændelse, som kunne samle den amerikanske befolkning bag en aggressiv udenrigspolitik i lighed med de politiske virkninger af sænkningen af Lusitania, den tyske rigsdagsbrand eller angrebet på Pearl Harbor. I andre teorier gøres Israel eller en jødisk sammensværgelse ansvarlig i stedet for den amerikanske regering, eller ansvaret henføres til pan-nationale hemmelige organisationer.
I de fremsatte teorier hævdes det blandt andet, at tvillingetårnene WTC styrtede sammen som følge af en kontrolleret nedrivning, at eksplosionen ved Pentagon var resultatet af en bilbombe eller et missil og at der ikke var noget passagerfly, samt at Flight 93 ikke styrtede ned, men blev skudt ned.[kilde mangler]
Konspirationsteorierne er ofte indbyrdes modstridende og bliver for de flestes vedkommende afvist af den anerkendte forskningsverden. Endvidere har FBI fastslået:, Storbritanniens regering, amerikanske embedsmænd samt bredt accepterede forskere har konkluderet, at de ansvarlige for terrorangrebene ene og alene er Al-Qaida, ligesom Al-Qaida selv ved flere lejligheder har påtaget sig ansvaret.

## USA's udenrigspolitik og forbindelsesskift
Som følge af terrorangrebet skiftede den amerikanske udenrigspolitik pludseligt og dramatisk. Angrebene resulterede i krigen i Afghanistan, der begyndte i 2001, selv om Taliban havde tilbudt at stille bin Laden for en domstol i et helt tredje land.
I de første par år efter den 11. september 2001, blev der vist international støtte og medfølelse til USA. Den internationale støtte til Bush-administrationens politik visnede efterfølgende, og offentligheden samt regeringerne i flere lande, herunder de europæiske militært-allierede af USA, vendte sig mere eller mindre mod den politik, som den amerikanske regering havde.
I sidste ende forlod Bush kontoret med en international godkendelse af hans udenrigspolitik på mindre end 20%. Resultaterne efter det amerikanske valg i 2008 har tydeligt vist, at amerikanerne er trætte af at forfølge de aggressive militaristiske politikker som en reaktion på terrorangrebene, og da en regering, som havde lovet at vende sådanne politikker ryggen var blevet valgt, voksede den internationale støtte til Amerika kraftigt.

## Langtidsvirkninger

### Økonomisk efterfølgende
Angrebene havde en betydelig økonomisk indflydelse på USA og verdensmarkederne. New York Stock Exchange (NYSE), American Stock Exchange (AMEX) og NASDAQ holdt lukket hele dagen og forblev lukket indtil 17. september. Ved genåbningen faldt Dow Jones Industrial Average's indeks med 684 point, eller 7,1%, til 8921, hvilket var rekord for én-dags tilbagegange.
Ved udgangen af ugen faldt DJIA med 1.369.7 point (14,%), hvilket var det daværende største ugetab i historien, senere i 2008 blev det overgået, grundet finanskrisen. Amerikanske aktier faldt 1.400 milliarder dollars i løbet af ugen, hvilket svarede til et tab på 1.720 milliarder dollars pr. dag.
I New York mistede man omkring 2.800 millioner dollars i løn de første tre måneder efter terrorangrebet. De økonomiske virkninger var især koncentreret om byens eksport og økonomiske sektorer. Byens BNI per indbygger blev anslået til at være faldet med 27.300 millioner dollars i løbet af de sidste tre måneder af 2001 og hele 2002. Den føderale regering bevilgede 11.200 millioner dollars i umiddelbar assistance til styret i New York i september 2001 samt 10.500 millioner dollars i begyndelsen af 2002 til økonomisk udvikling og forbedringer af infrastrukturen.
Angrebene påvirkede også små virksomheder i Lower Manhattan tæt ved World Trade Center. Omkring 2.960.000 m2 af Lower Manhattans kontorlokaler blev beskadiget eller ødelagt ved angrebet.
Mange spekulerede på, om de mistede arbejdspladser ville vende tilbage og det decimerede beskatningsgrundlag ville komme på fode igen. Undersøgelser af de økonomiske virkninger af angrebet viser, at Manhattans real-estate marked og kontorbeskæftigelse var mindre påvirket end oprindeligt forventet.
Det nordamerikanske luftrum holdt lukket i flere dage efter angrebene, hvilket førte til en nedskæring på næsten 20% i lufttrafikkens kapacitet.

### Helbredseffekter
Som følge af tvillingetårnenes kollaps blev mere end 2.500 forurenende stoffer, herunder kendte kræftfremkaldende stoffer, spredt ud over Manhattan. Dette har ført til invaliderende sygdomme blandt redningsarbejderne. For eksempel døde NYPD-officeren Frank Macrì af lungekræft, der havde bredt sig i hele hans krop, den 3. september 2007; hans familie har taget hans kræftsygdom som et resultat af den lange arbejdstid, som han har haft på stedet.
Effekter på helbredet udvidede sig ligeledes til nogle beboere, studerende og kontorarbejdere i Lower Manhattan samt i nærheden af Chinatown. Det giftige støv, forårsaget af World Trade Centers sammenbrud, har også ført til flere dødsfald. Ofrenes navne vil blive medtaget i World Trade Center Memorial. Det har også ført til en række videnskabelige spekulationer på, om eksponeringen af forskellige giftige stoffer i luften kan have negative virkninger på et fostrets udvikling. På grund af denne potentielle fare blev børns miljømæssige sundhedscenter sat til at undersøge de børn, hvis mødre var gravide under World Trade Centers sammenbrud samt dem, der boede eller arbejdede i nærheden af World Trade Center.. En undersøgelse udgivet i april 2010, foretaget af redningsarbejdere, har konstateret, at alle de medvirkende til redningsarbejdet fik nedsat lungefunktion og at 30 til 40 procent af arbejderne havde vedvarende symptomer, der startede inden for de første år efter angrebet, med en ringe – eller slet ingen – forbedring siden.
Den 17. oktober 2006 afviste den føderale dommer, Alvin Hellerstein, New Yorks afvisning af at betale sundhedsomkostninger for redningsarbejderne. Regeringens embedsmænd blev desuden kritiseret for at have opfordret befolkningen til at vende tilbage til Lower Manhattan i ugerne umiddelbart efter angrebene. Christine Todd Whitman, EPA's administrator i kølvandet på angrebene, blev stærkt kritiseret for at udsende ukorrekte påstande om, at området var miljømæssigt sikkert. Præsident Bush blev kritiseret for at blande sig i EPA's fortolkninger og udtalelser om luftkvaliteten i kølvandet på angrebene. Desuden blev borgmester Giuliani kritiseret for at have opfordret det finansielle industripersonale til at vende hurtigt tilbage til Wall Street-området.

## Undersøgelser

### FBIs undersøgelser
Umiddelbart efter angrebene påbegyndte FBI den største kriminelle undersøgelse i USA's historie. FBI informerede det amerikanske senat om, at der var klare og uigendrivelige beviser, som forbandt al-Qaida og bin Ladens til angrebene.

### 11. september-kommissionen
Der blev i slutningen af 2002 nedsat en kommission med navnet National Commission on Terrorist Attacks Upon the United States, normalt forkortet 9/11 Commission, der skulle lave en fuldstændig gennemgang af omstændighederne omkring angrebet.
Kommissionens afsluttende rapport –Den officielle 9/11 rapport– blev udgivet i bogform i 2004 og er tillige tilgængelige i sin fulde form på internettet.
Rapporten gennemgår i detaljer angrebet den 11. september samt de rejser og uddannelser, som de 19 terrorister foretog i Afghanistan og indenfor USA.
Rapporten konkluderede, at hvis FBI, CIA, NSA og de amerikanske grænsemyndigheder inden angrebet havde haft et tættere samarbejde med deling af information, kunne angrebet måske været blevet forhindret.

### World Trade Centers kollaps
Tekniske undersøgelse af tvillingetårnenes og World Trade Center nr. 7's kollaps blev foretaget af det amerikanske handelsministerium National Institute of Standards and Technology (NIST). Målene for denne undersøgelse var at fastslå, hvorfor bygningerne kollapsede, omfanget af skader og dødsfald samt de procedurer, der er involveret i udformningen og forvaltningen af World Trade Center. Undersøgelsen af sammenbruddet i 1 WTC og 2 WTC blev tilendebragt i oktober 2005 og undersøgelsen af sammenbruddet i 7 WTC var færdig august 2008.
Rapporten konkluderede, at brandsikringsmæssige tiltag på tvillingetårnenes stålinfrastruktur blev sprængt, efter at de blev ramt af de to fly. Hvis dette ikke var sket ville tårnene sandsynligvis være blevet stående. En undersøgelse, offentliggjort af forskere fra Purdue University, bekræftede, at hvis varmeisoleringen på de centrale søjler ville være fjernet og kolonnetemperaturerne var forhøjet til ca 700° ville branden være tilstrækkelig til at indlede et kollaps.
W. Gene Corley, direktør for den oprindelige undersøgelse, kommenterede at "tårnene var virkelig forbløffende. Fly kan ikke få bygninger til at styrte sammen, det var den brand, der efterfulgte. Det er bevist, at du kunne tage de to tredjedele af kolonnerne i et tårn, og bygningen ville blive stående." Brandene svækkede etagerne, hvilket fik gulvene til at synke sammen. Gulvene trak sig sammen på ydersiden af stålsøjlerne til det punkt, hvor de udvendige kolonner bukkede indad. Med skade på kernen kunne de udvendige søjler ikke længere støtte bygningerne, hvilket fik dem til at kollapse. Endvidere bekræfter rapporten, at tårnenes trapperum ikke var tilstrækkeligt sikrede. NIST konkluderede, at ukontrollerede brande i 7 WTC forårsagede at gulvbjælkerne blev varme.

### Intern undersøgelse af CIA
CIA's inspektør foretog en intern undersøgelse af CIAs undersøgelser for terrorangrebet og han gav en kraftig kritik af højtstående embedsmænd for ikke at forsøge flere muligheder for at konfrontere terrorismen. Han kritiserede deres oplysninger om, at de to flykaprere Nawaf al-Hazmi og Khalid al-Mihdhar rejste ind i USA og ved et uheld forsøgte at udveksle oplysninger med to mænd fra FBI.
I maj 2007 udarbejdede senatorer fra både Det Demokratiske Parti og Det Republikanske Parti en lovgivning, som åbent ville fremlægge en intern CIA-undersøgelsesrapport. Rapporten undersøgte ansvaret hos hver enkelte af CIAs ansatte både før og efter den 11. september. Rapporten var færdig i 2005, men dens detaljer blev aldrig frigivet til offentligheden.

## Genopførelse
Skaderne på Pentagon blev repareret inden for et år. En midlertidig World Trade Center PATH station åbnede i slutningen af 2003 og den endelig station åbnede i 2016. Opførelsen af det nye World Trade Center nr. 7 blev afsluttet i 2006. Arbejdet med at genopbygge selve World Trade Center komplekset kom først i gang i slutningen af 2006 pga. en strid om finansieringen. Opførelsen af One World Trade Center begyndte den 27. april 2006 og bygningen nåede sin endelige højde på 541 meter (1776 fod) den 20. maj 2013 og blev derved den højeste bygning i Nordamerika. One WTC blev bygget helt færdigt og åbnede den 3. november 2014.
På World Trade Center grunden blev der også bygget yderligere 3 kontor højhuse øst for hvor de oprindelige tvillingetårne havde stået. World Trade Center nr. 4 åbnede i november 2013, World Trade Center nr. 3 åbnede den 11. juni 2018. World Trade Center nr. 2 er under opførelse og forventes færdig i 2024. Der er planer om at genopføre et nyt World Trade Center nr. 5.

## Mindesmærker
I dagene umiddelbart efter angrebene blev der opsat mindesmærker og vist global medfølelse. Desuden blev der opsat billeder af de mange forsvundne og savnede på Ground Zero. Et vidne har beskrevet, at han var ude af stand til at "komme væk fra ansigterne af de uskyldige ofre, som blev dræbt. Deres billeder er at se overalt, på telefonbokse, gadebelysningen, og på væggene i metrostationerne. Alt mindede om en enorm begravelse, folk stod stille og triste. Men samtidig også noget meget rart. Før gav New York mig en kold fornemmelse, men nu går folk og hjælper hinanden."
Et af de først-opførte mindesmærker var Tribute in Light, en installation bestående af 88 projektører, der danner to lodrette søjler, som lyser op i himlen. I New York startede man World Trade Center Site Memorial Competition for at designe et passende mindesmærke på stedet. Det vindende design, Reflecting Absence, blev udvalgt som vinder i august 2006 og består af to bassiner i fodsporene af, hvor de to tårne engang stod, omgivet af en liste med ofrenes navne i et underjordisk mindesmærke. Der er stadig planer om at opføre et museum på stedet som en reaktion på klager fra de omkomnes familiemedlemmer.
Pentagon Memorial blev afsluttet og åbnet for offentligheden på syvårsdagen for angrebene, den 11. september 2008. Pentagon Memorial består af en park med 184 bænke overfor Pentagon. Da Pentagon var under sin genopførelse i perioden 2001-2002 blev et privatkapel og et indendørs mindesmærke midlertidigt placeret på det sted, hvor Flight 77 ramte bygningen.
I Shanksville, hvor Flight 93 styrtede ned, blev et spontant mindesmærke i form af hilsner fra de efterladte og besøgende etableret i dagene efter angrebene. Fonde over hele USA begyndte at indsamle penge til finansiering af et mindesmærke for ofrene i løbet af den første måned efter styrtet.
Den 25. august 2008 donerede brandfolk i New York et kors lavet af stål fra resterne af World Trade Center. Bjælken, der var sat ovenpå er formet som Pentagon og det hele blev opsat uden for brandstationen for Shanksville Volunteer Fire Department.

### Det sidste hvilested for ofrene
Efter angrebene blev Fresh Kills Landfill på Staten Island midlertidigt genåbnet for at man skulle have et sted at anbringe og gennemgå ruinerne fra ødelæggelserne. Det meste blev senere fjernet og solgt til skrothandlere. Resten bestod bl.a. af resterne fra mange af ofrene. I august 2005 modtog man 17 klager med støtte fra 1.000 andre slægtninge. Klagerne lød på, at man forlangte, at byen skulle flytte næsten en million tons materiale fra Fresh Kills. Ønsket var, man ville placere resterne på en kirkegård. Norman Siegel, advokaten for klagerne, udtalte: "Det kommer an på dette: Er vi parate til at efterlade hundredvis af kropsdele og menneskelige efterladenskaber på toppen af en losseplads?" James E. Tyrrell, en advokat, hævdede: "Du er nødt til at være i stand til at uddybe og sige, hvilken kropsdel det er og hvem den stammer fra. Det eneste, der er tilbage, er en masse uidentificeret støv."

## Lignende angreb
Før den 11. september 2001 havde al-Qaeda angrebet USA's besiddelser.
I 1998 havde de angrebet de amerikanske ambassade i Nairobi og Dar es Salaam med bomber i lastvogne. 224 blev dræbt.
I 2000 angreb al-Qaeda skibet USS Cole, der lå i Yemen.
I februar 1974 havde Samuel Byck forsøgt at kapre et fly og flyve det ind i Det Hvide Hus for at dræbe præsidenten.

## Eksterne links
- Wikimedia Commons har flere filer relateret til Terrorangrebet den 11. september 2001
- 9-11 commission – Officiel rapport på 585 sider, som skulle give et fuldstændigt billede af omstændighederne som førte til og muliggjorde angrebet.
- September 11, 2001, Documentary Project from the U.S. Library of Congress, Memory.loc.gov
- September 11, 2001, Web Archive from the U.S. Library of Congress, Minerva
- September 11 Digital Archive: Saving the Histories of September 11, 2001 from the Center for History and New Media and the American Social History Project/Center for Media and Learning
- Terrorangrebet den 11. september 2001 på Curlie (som bygger videre på Open Directory Project)
- New York Fire Department audio tapes from September 11, 2001 Arkiveret 13. maj 2010 hos  Wayback Machine from TheMemoryHole.org
- DoD: Khalid Sheikh Mohammed Verbatim Transcript of Combatant Status Review Tribunal Hearing for ISN 10024, From WikiSource
- Sept. 11 Co-Conspirators from the U.S. Defense Department on Military Commissions including case documents on Khalid Sheikh Mohammed et al.
- Joint Inquiry into Intelligence Community Activities before and after the Terrorist Attacks of September 11, 2001 Arkiveret 13. maj 2010 hos  Wayback Machine from TheMemoryHole.org
- Statistics from September 11 Arkiveret 29. november 2010 hos  Wayback Machine Numbers of victims, deaths, other information